# Carlos Celso de Ouro Preto
Carlos Celso de Ouro Preto (* 14. Oktober 1891 in Rio de Janeiro; † 4. April 1953 in Paris) war ein brasilianischer Diplomat.

## Leben
Carlos Celso de Ouro Preto war der Sohn einer Gräfin und des Conde Afonso Celso de Ouro Preto (* 31. März 1860 in Ouro Preto im brasilianischen Bundesstaat Minas Gerais; † 11. Juli 1938 in Rio de Janeiro). Carlos Celso de Ouro Preto studierte an der Universität Freiburg in der Schweiz und erwarb den Bachelor of Laws an der Universidade Federal do Rio de Janeiro. 1913 trat er in den auswärtigen Dienst des Itamaraty ein. Von 1916 bis 1917 war er Gesandtschaftssekretär Zweiter Klasse in Berlin, wo sein Sohn Carlos Sylvestre de Ouro Preto geboren wurde. Von 1917 bis 1918 war er Gesandtschaftssekretär in Bern und von 1918 bis 1920 in derselben Funktion in London. Von 1919 bis 1926 war er Gesandtschaftssekretär in Paris, wo er bei der Unterzeichnung des Friedensvertrag von Versailles anwesend war. Von 1926 bis 1927 war er Gesandtschaftssekretär Erster Klasse in Santiago de Chile. Von 1931 bis 1934 war er Gesandtschaftssekretär in Wien, wo ihm Maria Pinto Batista de Castro am 9. Juli 1931 den Sohn Gil Roberto Fernando de Ouro Preto gebar. 1934 war er Gesandtschaftssekretär beim Heiligen Stuhl in Rom.
Von 1934 bis 1936 war er erneut Gesandtschaftssekretär in Santiago de Chile. Im Dezember 1936 war er bei der Inter-American Conference for the Maintenance of Peace (Inneramerikanische Konferenz zur Erhaltung des Friedens) in Buenos Aires. 1937 leitete er die Abteilung „Politik und Diplomatie“ im Itamaraty in Rio de Janeiro und von 1938 bis 1939 war er geschäftsführender Generalsekretär des Itamaraty.
Von 1939 bis 1942 war er Ministre plénipotentiaire in Bukarest und vom 3. April 1942 bis zum 23. März 1945 in derselben Funktion in Ankara. Von 1945 bis 1946 war er Botschafter in La Paz (Bolivien), vom 5. März 1946 bis zum 18. Januar 1950 Botschafter in Santiago de Chile und vom 4. April 1950 bis zum 4. April 1953 Botschafter in Paris.